# دكتور محمد خليل (عزبة)
عزبة دكتور محمد خليل، عزبة تابعة لقرية العجوزين، التابعة لمركز دسوق، التابع لمحافظة كفر الشيخ في جمهورية مصر العربية.